# 應檟
應檟（1493年—1553年），字子材，號警菴，浙江處州府遂昌縣人，軍籍，明朝政治人物。

## 生平
嘉靖四年（1525年）乙酉科浙江鄉試舉人，五年（1526年）聯捷丙戌科第二甲第五十七名進士。授刑部主事，升员外郎，奉命虑囚江西。嘉靖十三年（1534年）升济南府知府，调繁常州府，復调宝庆府，以内艰去任。服除，补任辰州府，未赴任，二十一年（1542年）十月拜湖广提学副使，迁辽东苑马寺卿，二十六年升山东参政，历升河南按察使，再迁山东右布政使，转左布政，二十八年七月升都察院右副都御史、巡抚山东，十二月调任山西巡抚，兼督三关。二十九年十二月升兵部右侍郎、兼都察院右佥都御史、总督漕运兼巡抚凤阳，三十年六月改任提督两广军务兼理巡抚，嘉靖三十二年（1553年）十一月卒于官，享年六十一，贈兵部尚書，賜祭葬。著有《苍梧军门志》二十四卷、《慎独録》、《警菴书疏》六卷。

## 家族
曾祖應存倫。祖父應鑑。父應江。應檟元配周氏，累封淑人，生五子：應文炳、應文煓，以蔭為國子生；次應文炟，生員，次應文煌、應文熺。一女嫁總兵盧鏜之子盧堯卿。孫男有應崇文、應崇吉、應崇義。